# سيدني ماكلولين
سيدني ماكلولين (بالإنجليزية: Sydney McLaughlin)‏ هي عداءة سريعة أمريكية، ولدت في 7 أغسطس 1999 في نيو برونزويك في الولايات المتحدة.

## وصلات خارجية
- سيدني ماكلولين على موقع الاتحاد الدولي لألعاب القوى (الإنجليزية)
- سيدني ماكلولين على موقع الاتحاد الأمريكي لسباقات المضمار والميدان (الإنجليزية)
- سيدني ماكلولين على موقع اللجنة الأولمبية الدولية (الإنجليزية)
- سيدني ماكلولين على موقع أوليمبيديا (الإنجليزية)
- سيدني ماكلولين على موقع اللجنة الأولمبية والبارالمبية الأمريكية (الإنجليزية)